# Rhynchostegium philippinense
Rhynchostegium philippinense là một loài Rêu trong họ Brachytheciaceae. Loài này được (Duby) A. Jaeger miêu tả khoa học đầu tiên năm 1878.